# Ralph Towner

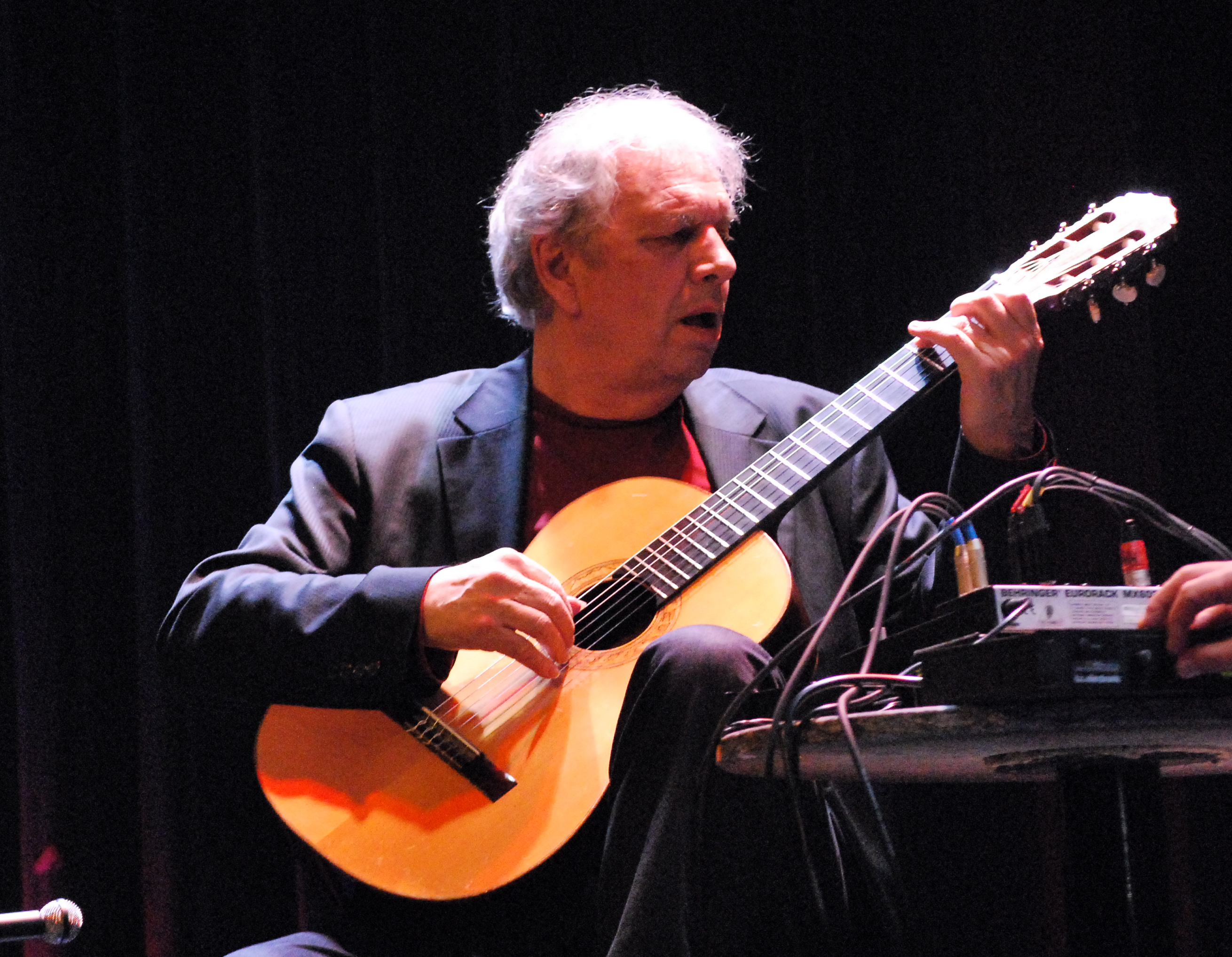
Ralph Towner bei einem Konzert mit Paolo Fresu, Treibhaus Innsbruck 2010

Ralph Towner (* 1. März 1940 in Chehalis, Washington) ist ein US-amerikanischer Jazzgitarrist.

## Leben und Wirken
Towner absolvierte eine klassische Trompetenausbildung und erlernte daneben autodidaktisch das Klavierspiel. Er absolvierte ab 1958 ein Kompositionsstudium an der University of Oregon und ging 1963 für ein Studium des klassischen Gitarrenspiels zu Karl Scheit nach Wien. Es schloss sich ein Studium bei Homer Keller an der University of Oregon an, 1967 folgte ein weiteres Studienjahr bei Scheit.
1968 ging er als Gitarrist und Pianist nach New York City, wo er 1970 Mitglied des Paul Winter Consort wurde. 1972 gründete er mit Glen Moore, Collin Walcott und Paul McCandless die Gruppe Oregon, mit der er im Lauf der Jahre mehr als dreißig Alben einspielte. Daneben arbeitete er auch mit Musikern wie Keith Jarrett, Joe Zawinul und Wayne Shorter (Weather Report), Egberto Gismonti, Gary Burton, John Abercrombie, Gary Peacock, Jack DeJohnette, Jan Hammer, Eddie Gomez, Elvin Jones, Freddie Hubbard, dem Trio Azimuth und 2009 im Duo mit Paolo Fresu (auf dem Enjoy Jazz-Festival).
Towner tritt weltweit auf, in Nord- und Südamerika, Asien, ganz Europa, Australien und Neuseeland.
Er komponierte Orchesterwerke, die u. a. vom Stuttgarter Opernorchester, dem Indianapolis Symphony Orchestra und dem Freiburger Festivalorchester aufgeführt wurden, eine Solosuite für Gitarre sowie Kammermusik und Filmmusiken und verfasste ein Buch über Spieltechnik und Improvisation auf der klassischen Gitarre.

## Auszeichnungen
- 1974: Down-Beat-Kritiker-Poll,
- 1976: Deutscher Schallplattenpreis für Solstice,
- 1988: Deutscher Schallplattenpreis für Ecotopia,
- 2015: German Jazz Trophy.

## Bibliographie
- Improvisation and Performance Techniques for Classical and Acoustic Guitar (1982)
- Solo Guitar Works, vol. 1 (2002), ISBN 0-9717278-0-5
- Solo Guitar Works, vol. 2 (2006), GSP 01-910034

## Diskographie
- Trios Solos, 1973 (mit Glen Moore)
- Diary, 1973
- Matchbook, 1974 (mit Gary Burton)
- Solstice, 1975 (mit Jan Garbarek, Eberhard Weber, Jon Christensen)
- Sargasso Sea, 1976 (mit John Abercrombie)
- Dis, 1976 (mit Jan Garbarek)
- Solstice: Sounds & Shadows, 1977 (mit Jan Garbarek, Eberhard Weber, Jon Christensen)
- Batik, 1978 (mit Eddie Gómez und Jack DeJohnette)
- Old Friends, New Friends, 1979 (mit Kenny Wheeler, David Darling, Eddie Gómez und Michael Di Pasqua)
- Solo Concert, 1980
- Five Years Later, 1981
- Blue Sun, 1982
- Works, Kompilation (ed. 1984)
- Slide Show, 1985 (mit Gary Burton)
- City of Eyes, 1986 (mit Markus Stockhausen, Paul McCandless Gary Peacock, Jerry Granelli)
- Open Letter, 1992 (mit Peter Erskine)
- Ana, 1996
- Un Altra Vita, 1992 (mit Massimo Moriconi, Fabrizio Sferra)
- Lost & Found, 1995 (mit Denney Goodhew, Marc Johnson, Jon Christensen)
- A Closer View, 1998 (mit Gary Peacock)
- Maria Pia De Vito: Verso, 2000
- Anthem, 2000
- Time Line, 2005
- From a Dream, 2007 (mit Slava Grigoryan und Wolfgang Muthspiel)
- Chiaroscuro, 2008 (mit Paolo Fresu)
- Travel Guide, 2012 (mit Wolfgang Muthspiel und Slava Grigoryan)
- My Foolish Heart, 2017 solo
- At First Light, 2023 solo